# 具象絵画
具象絵画（ぐしょうかいが）は、具体的な対象物を、極端な捨象なしに具体的に描いた絵画。
カリマンタン島のインドネシア領内に残る、牛とみられる動物を描いた約4万年前の洞窟壁画が、現存する最古の具象画とされている。
抽象絵画が成立する20世紀以前は、絵画といえば具象絵画であったと言える。
抽象絵画と対比される概念である。抽象絵画との区別は一般的には容易であるが、具象絵画は必ずしも写実的な作品である必要がないため、限界的な作品も多い。例えば、ピカソの分析的キュビスムの作品は具象絵画であるが、描かれた対象が画面上では徹底的に解体されているため、具象絵画であることが一見してよくわからない。また、小さな子ども（幼稚園児など）の描いた児童画でもそういう場合がありうる。
なお、絵画はもともと具象絵画と抽象絵画に二分されていたが、上記のような限界的な作品が存在することから、「半具象絵画」や「半抽象絵画」という呼び方も使われ始めている（インターネット上でもその例を発見することができる）。ただ、これらの言葉は、限界的な作品だけではなく、1つの画面上に、具象的な部分と抽象的な部分が同時に含まれている作品に対して使われることもある。